# Elisabetta Keller
Elisabetta Keller (Monza, 6 de julio de 1891–San Francisco, 19 de febrero de 1969) fue una pintora suiza nacida en Italia.

## Biografía
Hija de Robert Keller, un industrial de Zúrich y coleccionista amante de la fotografía y de la pintura, y de Susanne Roux, hija del pintor e ilustrador ginebrino Gustave Roux .En Monza, donde nació y transcurrió su juventud, conoce al ya célebre pintor Pompeo Mariani, que en la Villa Keller tenía el propio estudio (de 1886 a 1907) y que le aconseja de dedicarse al dibujo y a la pintura bajo la guía del amigo Stefano Bersani (1872-1914). La joven recibió así una formación «clásica» y aprendió varias técnicas, dedicándose con particular predilección al retrato pintado al pastel, sin descuidar sin embargo la pintura al óleo, el paisaje y la naturaleza muerta.
Debutó en 1920 en la Bienal de Brera con la pintura al pastel Figura femenina y, a continuación, participó en todas las exposiciones análogas realizadas en la Academia de Brera. En esos años abrió un taller en Milán con Fortunato Rosti que era un abogado colega del taller de Delio Tessa, dedicado sobre todo a la pintura. En la Muestra del retrato femenino, una exposición colectiva nacional efectuada en la Villa real de Monza en 1924, expuso el Retrato de la marquesa Ratti Persichetti Ugolini. En el invierno de 1925 propone una muestra individual en Roma, en la Casa de Arte Palazzi.
En la Muestra de pinturas al pastel, de carácter colectiva nacional organizada en 1927 en la Galería Pesaro de Milán, se presentó con el delicado Retrato del niño Mario Maiocchi, mientras que en la primera Muestra Femenina de Arte albergada en el Castillo Sforzesco de Milán en 1930 expuso un nutrido grupo de cuadros. Participó también en un par de muestras del Sindicato interprovincial fascista de bellas artes, en 1935 y, con el paisaje Inverigo, en 1941.
Numerosa sus muestras individuales, tanto en Italia como en el extranjero. Entre estas últimas se pueden mencionar sobre todo aquellas en Suiza, en Berna en 1928 y a Lausana (Galerie Paul Vallotton) en 1936, luego en París el año subsiguiente en la Galería nacional del Jeu de Paume con un grupo de artistas italianas, de nuevo en Suiza en Neuchâtel (Galerie Léopold Robert) en 1948 y, después del traslado temporal con su hija Bendetta en EE. UU., con la muestra en San Francisco (Lucien Labaudt Gallery) en 1950. 
Más de doscientos son los retratos que ejecutó, muchos de personajes conocidos. Entre los principales figuran uno del papa Pio XI Achille Ratti. los del conde y condesa RattI, del poeta Delio Tessa (que fue un íntimo amigo y le dedicó la famosa poesía Caporetto 1917), de la señora Meyer Camperio, de la señora Sessa Pontiggia, de la señora Victoria Bertoglio Emanuel, del señor Kramer, del oficial Federico Zeuner y el de la hija del Cavalier Minetti.
Notable fue el empeño de lKeller para el desarrollo profesional femenino; es su propia casa milanesa del viale Beatrice de Este 17 realizó una larga serie de reuniones que llevarán en 1928 a la fundación del primer club italiano de Soroptimist International, del cual fue una de las primeras 25 socias junto con la escritora Ada Negri y la compositora Giulia Recli y del cual entre 1930 y 1932 se convirtió en la segunda presidenta. En 1933 se suspendió la actividad del club debido a la oposición al fascismo, Keller colaboró con la Asociación Mujeres Profesionales y Artistas, de las cuales se convirtió en consultora. Después de la guerra participó activamente en la reconstitución del club Soroptimista milanés (1948).
Murió en 1969 en San Francisco, California, donde había regresado.

## Homenajes
En 986 la Universidad de Pavía organizó una muestra para celebrar el centenario del nacimiento del poeta Delio Tessa. En esta ocasión el hijo de Elisabetta Keller, Umberto Pitscheider, expuso una veintena de obras de la pintora, entre las cuales, se hallaban dos retratos del poeta Delio Tessa ejecutados en los años veinte con la técnica de pintura al pastel. En 2010, "algunas espléndidas pinturas de Elisabetta Keller" fueron utilizadas en el booklet del álbum del grupo Sursumcorda La porta dietro las cascata.
El 18 de noviembre de 2012 la Comuna de Milán, sobre la fachada de la casa de viale Beatrice de Este 17 en la cual había vivido Keller y también Delio Tessa y Fiorenzo Tomea, colocó una placa donde se resalta su rol en la cultura de la ciudad. El 26 de febrero de 2014 el club Soroptimista milanés organizó cerca del Círculo de la prensa de Milán un homenaje en el cual se realizó una conferencia conmemorativa de Elisabetta Keller. En 2015 nació en Milán, por voluntad del nieto Giovanni Pitscheider, la Asociación Cultural para la tutela, el estudio, la valorización y la difusión del Archivo y de la Obra de Pompeo Mariani y de Elisabetta Keller. son los archivos oficiales de los artistas que desde 2015 tienen un sitio web dedicado para cada uno.

## Exposiciones
- Milán, 1920, Bienal de Brera, y todas las subsiguientes Bienales de Brera, especialmente con retratos ejecutados con una particular técnica en pastel.[10]
- Monza, 1924, Muestra Internacional del Retrato Femenino organizada en los espacios de la Villa Real.
- Roma, 1925, muestra individual con 119 obras expuestas (retratos, paisajes, pasteles y dibujos) obteniendo un óptimo consenso del público y de la prensa.
- Milán, 1927, Galería Pesaro, Muestra del Pastel y del Niño.
- Berna, 1928, Saffa Première Exposition Suisse du Travail Féminin.
- Milán, 1930 Castillo Sforzesco, participó exponiendo obras y como miembro del jurado en la primera Muestra de Arte Pura y Decorativa Femenina.
- Milán, 1933, primera muestra de la Asociación Mujeres Profesionales y Artistas, en la Galería Milán; se le asignó la medalla de oro del Sindicato interprovincial de Lombardia.
- Milán, 1935, una exposición individual en la Casa de los Artistas.
- Lausana, 1936, muestra individual en la Galería Paul Vallotton.
- Milán, 1937, por dos años fue consultora de la sección arte de la Asociación Mujeres Profesionales y Artistas, organizando a la Sociedad de Bellas Arts y Exposición Permanente la muestra "El niño en la arte".
- París, 1937, expuso en París con un grupo de artistas italianas en la Galería nacional del Jeu de Paume.
- Milán, 1941, muestra individual en la Galería Nova.
- Neuchâtel, 1948, expuso en la Galerie Léopold Robert.
- San Francisco, 1950, expuso en la Lucien Labaudt Gallery de San Francisco, en California.
- Milán, 1954, se organizó una muestra individual en la Galería de arte Cairola.[11]
- Novara, 1957, Galería de Arte La Cruna, muestra individual.
- Roma, 1967, al Palacio de las Exposiciones «IV.a Muestra Nacional de Arte».

Elisabetta Keller fue también miembro de varios jurados.

## Escritos críticos
- Elisabetta Keller, "Cuestiones de arte", en Emporium 78 (1935).
- Elisabetta Keller y Renzo Sacchetti, "Medaglione lombardo" (1942: 1º agosto, fascículo), en Milano, revista mensual de la Común.